# Древо жизни (картина Климта)
Древо жизни (фр. L'Arbre de Vie, Stoclet Frieze) — картина австрийского художника-символиста Густава Климта. Она была завершена в 1909 году и основана на стиле модерн в жанре символической живописи. Размеры картины составляют 195 на 102 сантиметра (77 на 40 дюймов), и она находится в Музее прикладного искусства, Вена, Австрия.
Картина представляет собой этюд серии из трёх мозаик, созданных Климтом для работы по заказу 1905–1911 годов во Дворце Стокле в Брюсселе, Бельгия. Мозаики созданы в период позднего творчества художника и изображают закрученные деревья жизни, стоящую женскую фигуру и обнимающуюся пару. Мозаики разбросаны по трём стенам столовой Дворца вместе с двумя фигурными секциями, расположенными друг напротив друга.
Знаменитая картина позже вдохновила внешний фасад «Нового общежития» (также называемого «Дома на дереве»), красочного 21-этажного студенческого общежития в Массачусетском колледже искусств и дизайна в Бостоне, штат Массачусетс.